# Declaració de Jakarta
La Declaració de Jakarta sobre promoció de la salut al segle XXI és el nom d'un acord internacional que va signar l'Organització Mundial de la Salut l'any 1997 durant la Quarta Conferència Internacional de Promoció de la Salut a Jakarta. La declaració va reiterar la importància dels acords establerts a la Carta d'Ottawa per a la promoció de la salut.